# Philippe Van Dievoet
Philippe van Dievoet (Brussel, 1654 - Parijs, 1738) was een Belgische goudsmid, raadsman van de Franse koning Lodewijk XIV en consul van Parijs.
Hij was de broer van de Brusselse beeldhouwer Peter van Dievoet.